# Pleurothallis calceolaris
Pleurothallis calceolaris är en orkidéart som beskrevs av Heinrich Gustav Reichenbach. Pleurothallis calceolaris ingår i släktet Pleurothallis och familjen orkidéer. Inga underarter finns listade i Catalogue of Life.